# David Gilmour (álbum)
David Gilmour é o álbum de estreia solo do cantor, compositor e guitarrista do Pink Floyd, David Gilmour, lançado em 1978.

## Produção e gravação
As faixas usadas no álbum foram gravadas entre fevereiro e março de 1978 com o engenheiro John Etchells no Super Bear Studios, na França. Em seguida, foram mixadas no mesmo estúdio por Nick Griffiths. Entre os músicos de sessão estavam o baixista Rick Wills e o baterista Willie Wilson, que faziam parte do Jokers Wild com Gilmour. O álbum foi gravado no mesmo estúdio em que o colega de banda do Pink Floyd, Richard Wright, havia gravado seu primeiro álbum solo, Wet Dream, apenas algumas semanas antes, embora ele só fosse lançado em setembro de 1978.

## Lançamento e recepção
| Críticas profissionais | Críticas profissionais |
| Avaliações da crítica  | Avaliações da crítica  |
| Fonte                  | Avaliação              |
| ---------------------- | ---------------------- |
| AllMusic               | [ 5 ]                  |
| Tentative Reviews      | [ 6 ]                  |

O álbum foi lançado no Reino Unido em 26 de maio de 1978, e em junho de 1978 nos Estados Unidos, pela Harvest e Columbia, respectivamente.
Em uma entrevista à Circus em 1978, Gilmour disse: “Esse álbum [David Gilmour] foi importante para mim em termos de respeito próprio. No começo, eu não achava que meu nome fosse grande o suficiente para levá-lo adiante. Estar em um grupo por tanto tempo pode ser um pouco claustrofóbico, e eu precisava sair de trás da sombra do Pink Floyd.”

## Faixas
1. Mihalis (5:48)
2. There's no way out of Here (5:10)
3. Cry from the Street (5:13)
4. So far Away (5:50)
5. Short and Sweet (5:26)
6. Raise my Rent (5:32)
7. No Way (5:32)
8. It's deafinitely (4:27)
9. I can't breath Anymore (3:08)

## Músicos
1. David Gilmour / guitarra, piano, teclados, vocais
2. Debbie Dass / vocais
3. Steve Rance / teclados
4. Shirley Roden / vocais (acompanhamento)
5. Mick Weaver / piano, teclados
6. Carlena Williams / vocais (acompanhamento)
7. Rick Wills / baixo, vocais (acompanhamento)
8. John Wilson / bateria
9. Willie Wilson / percussão, bateria